# Druga Slovenska Nogometna Liga 1994/95
Die Druga Slovenska Nogometna Liga 1994/95 war die vierte Spielzeit der zweithöchsten slowenischen Spielklasse im Männerfußball. Sie begann am 14. August 1994 und endete am 4. Juni 1995.

## Modus
Die 16 Mannschaften spielten an 30 Spieltagen jeweils zweimal gegeneinander; einmal zu Hause und einmal auswärts. In dieser Saison gab es keinen direkten Aufsteiger. Die beiden Erstplatzierten spielten mit den Mannschaften auf den Plätzen 9 bis 14 der ersten Liga zwei Startplätze für die Erstligasaison 1995/96. Die letzten sechs Vereine stiegen direkt ab, der Neunte und Zehnte spielte in der Relegation gegen den Abstieg.

## Vereine
| Verein                   | Stadt             |
| ------------------------ | ----------------- |
| NK Domžale               | Domžale           |
| NK Nafta Lendava         | Lendava           |
| Slovan Mavrica Ljubljana | Ljubljana         |
| NK Železničar Maribor    | Maribor           |
| NK Mengeš                | Mengeš            |
| NK Elan                  | Novo mesto        |
| NK Piran                 | Piran             |
| NK Drava Ptuj            | Ptuj              |
| NK Radeče                | Radeče            |
| NK Steklar               | Rogaška Slatina   |
| NK Era Šmartno           | Šmartno ob Paki   |
| ND Dravinja              | Slovenske Konjice |
| NK Rudar Trbovlje        | Trbovlje          |
| NK Turnišče              | Turnišče          |
| NK Veržej                | Veržej            |
| NK Zagorje               | Zagorje ob Savi   |

## Abschlusstabelle
| Pl. | Verein                       | Sp. | S  | U  | N  | Tore    | Diff. | Punkte |
| --- | ---------------------------- | --- | -- | -- | -- | ------- | ----- | ------ |
| 1.  | NK Era Šmartno               | 30  | 20 | 6  | 4  | 065:280 | +37   | 46:14  |
| 2.  | NK Nafta Lendava             | 30  | 16 | 11 | 3  | 050:260 | +24   | 43:17  |
| 3.  | NK Zagorje                   | 30  | 18 | 7  | 5  | 054:130 | +41   | 43:17  |
| 4.  | NK Rudar Trbovlje            | 30  | 14 | 7  | 9  | 045:320 | +13   | 35:25  |
| 5.  | NK Radeče (N)                | 30  | 13 | 6  | 11 | 045:320 | +13   | 32:28  |
| 6.  | NK Drava Ptuj (N) 1          | 30  | 13 | 7  | 10 | 048:400 | +8    | 32:28  |
| 7.  | NK Piran                     | 30  | 13 | 5  | 12 | 054:380 | +16   | 31:29  |
| 8.  | NK Mengeš (N)                | 30  | 10 | 11 | 9  | 022:230 | −1    | 31:29  |
| 9.  | NK Domžale                   | 30  | 12 | 7  | 11 | 044:380 | +6    | 31:29  |
| 10. | NK Železničar Maribor        | 30  | 13 | 5  | 12 | 043:470 | −4    | 31:29  |
| 11. | NK Turnišče                  | 30  | 11 | 6  | 13 | 039:490 | −10   | 27:33  |
| 12. | ND Dravinja                  | 30  | 8  | 9  | 13 | 031:450 | −14   | 25:35  |
| 13. | Slovan Mavrica Ljubljana (A) | 30  | 6  | 8  | 16 | 027:630 | −36   | 20:40  |
| 14. | NK Veržej                    | 30  | 6  | 7  | 17 | 031:490 | −18   | 19:41  |
| 15. | NK Steklar                   | 30  | 4  | 9  | 17 | 029:580 | −29   | 17:43  |
| 16. | NK Elan (A)                  | 30  | 4  | 7  | 19 | 020:660 | −46   | 14:46  |

Platzierungskriterien: 1. Punkte – 2. Direkter Vergleich (Punkte, Tordifferenz, geschossene Tore) – 3. Tordifferenz – 4. geschossene Tore

| (A) – Absteiger aus der Slovenska Nogometna Liga 1993/94 |
| (N) – Neuaufsteiger aus der Tretja Nogometna Liga        |

## Play-offs
Die beiden Erstplatzierten ermittelten mit den Mannschaften auf den Plätzen 9 bis 14 der ersten Liga zwei Plätze für die Saison 1995/96. Die Spiele fanden am 14. und 18. Juni 1995 statt.

### Halbfinale
|                      | Gesamt |             | Hinspiel | Rückspiel |
| -------------------- | ------ | ----------- | -------- | --------- |
| Železničar Ljubljana | 4:1    | FC Koper    | 3:0      | 1:1       |
| NK Era Šmartno       | 0:4    | NK Izola    | 0:1      | 0:3       |
| NK Živila Naklo      | 2:3    | NK Primorje | 2:2      | 0:1       |
| NK Nafta Lendava     | 1:4    | NK Svoboda  | 1:2      | 0:2       |

### Finale
Die Spiele fanden am 21. und 25. Juni 1995 statt.
|            | Gesamt    |                      | Hinspiel | Rückspiel |
| ---------- | --------- | -------------------- | -------- | --------- |
| NK Izola   | (a)1:1(a) | Železničar Ljubljana | 0:0      | 1:1       |
| NK Svoboda | 0:5       | NK Primorje          | 0:2      | 0:3       |

## Relegation
Der Neunte spielte gegen Gruppensieger West der dritten Liga und der Zehnte gegen den Gruppensieger Ost um den Klassenverbleib. Die Spiele fanden am 14. und 18. Juni 1995 statt.
|            | Gesamt    |                       | Hinspiel | Rückspiel |
| ---------- | --------- | --------------------- | -------- | --------- |
| NK Šentjur | 5:3       | NK Železničar Maribor | 4:2      | 1:1       |
| ND Črnuče  | (a)2:2(a) | NK Domžale            | 2:1      | 0:1       |